# جایگشت دوری

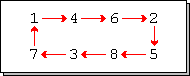
.نمونه جایگشت دوری

جایگشت دوری در نظریه گروه‌ها، مجموعه جایگشت‌های اعضای مجموعه‌ای چون X است که اعضای زیرمجموعه‌ای چون S را به وسیله یک «نگاشت هندسی» معین به شیوه‌ای چرخشی روی یکدیگر می‌نگارد در حالی که اعضای دیگر بدون تغییر در جای خود می‌مانند (یعنی آنها را روی خودشان می‌نگارد). اینجا زیرمجموعه S را یک مدار (orbit) برای آن دور می‌نامند.